# Santa Maria de Sant Antolí
Santa Maria de Sant Antolí és una església de Ribera d'Ondara (Segarra) inclosa a l'Inventari del Patrimoni Arquitectònic de Catalunya.

## Descripció
És un edifici aïllat de qualsevol construcció, situat dins d'una plaça i se'ns presenta amb planta rectangular amb coberta exterior a doble vessant, i capçada amb absis semicircular. A la seva façana principal s'obre la seva porta d'accés, d'arc rebaixat, tot imitant una portalada romànica amb arquivoltes sostingudes per unes estructures semblants a columnes per banda i amb els seus corresponents capitells correguts amb motius geomètrics. Ambdós costats d'aquesta porta d'accés se situa un fanal de llum. Per sobre d'aquesta porta d'accés, una obertura amb forma d'òcul, i tot coronant aquesta façana, una doble creu llatina de pedra sobreposada a l'obra. Una doble cornisa ressegueix el perímetre superior de la façana principal i que tan sols es veu trencada per l'adheriment de la torre campanar al seu angle dret. Aquesta torre campanar se'ns presenta de planta rectangular i formada per dos cossos separats per una doble cornisa, i amb sis ulls d'arc de mig punt, Quatre pinacles coronant el capdamunt d'aquesta torre campanar. Les façanes laterals de l'edifici presenten quatre obertures d'òculs i contraforts ambdós costats, i aquests contraforts també són presents al voltant de l'absis.

## Història
L'església parroquial de Santa Maria es va construir per fomentar la transformació del poble, el qual va anar abandonant el seu nucli primitiu, i va expansionar-se al llarg d'un carrer que culminà amb la unió del poble veí dels Hostalets. L'església s'inaugurà l'any 1950.